# Discografia di Phil Collins
La seguente è una discografia comprensiva del cantante britannico Phil Collins, come solista al di fuori dei Genesis.
Il debutto solista di Collins, Face Value, è stato anticipato dal famoso singolo In the Air Tonight nel gennaio 1981. L'album ha raggiunto la prima posizione della Official Albums Chart ed è stato certificato cinque volte disco di platino dalla British Phonographic Industry (BPI). Il secondo album Hello, I Must Be Going! è stato distribuito nel 1982 e includeva la hit You Can't Hurry Love, che ha raggiunto il primo posto nel Regno Unito. Nel 1984 Collins ha composto il brano Against All Odds (Take a Look at Me Now) per la colonna sonora del film Due vite in gioco; il singolo ha raggiunto il primo posto della Billboard Hot 100 negli Stati Uniti e il secondo nel Regno Unito. Quello stesso anno ha eseguito in duetto con Philip Bailey il brano Easy Lover, che ha raggiunto il secondo posto negli Stati Uniti ed ha trascorso quattro settimane alla prima posizione nel Regno Unito.
Nel 1985 Collins ha pubblicato il suo terzo album, No Jacket Required, contenente le hit Sussudio e One More Night. Ha inoltre eseguito in duetto con Marilyn Martin il singolo Separate Lives per la colonna sonora del film Il sole a mezzanotte, che ha raggiunto il primo posto negli Stati Uniti. No Jacket Required ha conquistato il numero uno sia negli Stati Uniti che nel Regno Unito; è il lavoro più venduto di tutta la sua carriera ed è stato certificato disco di diamante dalla Recording Industry Association of America (RIAA). Nel 1988 Collins ha registrato i brani A Groovy Kind of Love e Two Hearts per la colonna sonora del film Buster che lo vedeva anche impegnato come attore protagonista; entrambi i singoli raggiunsero la prima posizione negli Stati Uniti. Nel 1989 Collins ha prodotto un altro album di grande successo, ...But Seriously, contenente il singolo Another Day in Paradise che ha raggiunto il primo posto negli Stati Uniti e il secondo nel Regno Unito. Ha fatto seguito il disco dal vivo Serious Hits... Live! nel 1990.
Il quinto album di Collins, Both Sides, è stato pubblicato nel novembre 1993; nonostante non abbia fatto registrare le vendite dei lavori precedenti, ha comunque debuttato al primo posto nel Regno Unito. Il sesto album Dance into the Light è stato distribuito nel 1996 e ha ottenuto ancora minor successo, fermandosi al quarto posto nel Regno Unito. Nel 1988 è uscita la raccolta ...Hits, che ha riportato Collins al primo posto in classifica e alle vendite multi-platino negli Stati Uniti e nel Regno Unito. Il disco presentava come inedito una cover di True Colors di Cyndi Lauper. Nel 1999 Collins ha interamente eseguito la colonna sonora del film d'animazione Disney Tarzan, registrata in lingua inglese, italiana, francese, tedesca e spagnola. Il settimo album Testify è stato distribuito nel 2002 e ha ottenuto discreto successo solo in Europa. Nel 2003 Collins ritorna a collaborare con la Disney, stavolta alla colonna sonora del film Koda, fratello orso. Pochi mesi dopo aver pubblicato il disco di cover Going Back, Collins dichiara ufficialmente il suo ritiro dalle scene musicali nel marzo 2011, tuttavia smentito quattro anni dopo in occasione dell'annuncio delle nuove ristampe di tutti i suoi album in studio.

## Album

### Album in studio
| Anno                                                                                               | Titolo                                                                          | Classifiche | Classifiche | Classifiche | Classifiche | Classifiche | Classifiche | Classifiche | Classifiche | Classifiche | Classifiche | Classifiche | Classifiche | Classifiche | Certificazioni |
| Anno                                                                                               | Titolo                                                                          | UK          | AUS         | AUT         | CAN         | FRA         | GER         | ITA         | NLD         | NOR         | NZ          | SWE         | SWI         | US          | Certificazioni |
| -------------------------------------------------------------------------------------------------- | ------------------------------------------------------------------------------- | ----------- | ----------- | ----------- | ----------- | ----------- | ----------- | ----------- | ----------- | ----------- | ----------- | ----------- | ----------- | ----------- | --- |
| 1981                                                                                               | Face Value - Pubblicazione: 6 febbraio 1981 - Etichetta: Atlantic               | 1           | 2           | 3           | 1           | 1           | 2           | 8           | 2           | 5           | 4           | 1           | 2           | 7           | - AUS: 4× Platino - AUT: Platino - CAN: Diamante - FRA: 2× Platino - GER: 7× Oro - NLD: 2× Platino - SWI: 2× Platino - UK: 5× Platino - US: 5× Platino                          |
| 1982                                                                                               | Hello, I Must Be Going! - Pubblicazione: 1º novembre 1982 - Etichetta: Atlantic | 2           | 15          | —           | 1           | 4           | 6           | 12          | 3           | 4           | 20          | 7           | 17          | 8           | - AUT: Oro - FRA: 2× Platino - GER: 2× Platino - NLD: Oro - SWI: Platino - UK: 3× Platino - US: 3× Platino                                                                      |
| 1985                                                                                               | No Jacket Required - Pubblicazione: 25 gennaio 1985 - Etichetta: Atlantic       | 1           | 1           | 11          | 1           | 6           | 1           | 4           | 1           | 1           | 1           | 1           | 1           | 1           | - AUS: 4× Platino - AUT: Platino - CAN: Diamante - FRA: 2× Platino - GER: 3× Platino - NLD: Platino - SWI: 2× Platino - UK: 6× Platino - US: 12× Platino                        |
| 1989                                                                                               | ...But Seriously - Pubblicazione: 24 novembre 1989 - Etichetta: Atlantic        | 1           | 1           | 1           | 1           | 1           | 1           | 1           | 1           | 1           | 1           | 1           | 1           | 1           | - AUS: 5× Platino - AUT: 2× Platino - CAN: 7× Platino - FRA: Diamante - GER: 6× Platino - ITA: 3× Platino - NLD: 2× Platino - SWI: 5× Platino - UK: 9× Platino - US: 4× Platino |
| 1993                                                                                               | Both Sides - Pubblicazione: 9 novembre 1993 - Etichetta: Atlantic               | 1           | 8           | 1           | 6           | 1           | 1           | 1           | 1           | 4           | 7           | 3           | 1           | 13          | - AUS: Platino - AUT: Platino - FRA: Platino - GER: 3× Platino - ITA: 2× Platino - NLD: Platino - SWI: Platino - UK: 2× Platino - US: Platino                                   |
| 1996                                                                                               | Dance into the Light - Pubblicazione: 22 ottobre 1996 - Etichetta: Atlantic     | 4           | 8           | 2           | 9           | 2           | 1           | 4           | 4           | 12          | 33          | 2           | 1           | 23          | - AUS: Oro - AUT: Oro - CAN: Platino - FRA: 2× Oro - GER: Platino - SWI: 2× Platino - UK: Oro - US: Oro                                                                         |
| 2002                                                                                               | Testify - Pubblicazione: 11 novembre 2002 - Etichetta: Atlantic                 | 15          | —           | 5           | —           | 2           | 3           | 16          | 2           | 14          | —           | 4           | 2           | 30          | - AUT: Oro - FRA: 2× Platino - GER: 3× Oro - NLD: Platino - SWI: Platino - UK: Oro                                                                                              |
| 2010                                                                                               | Going Back - Pubblicazione: 13 settembre 2010 - Etichetta: Atlantic             | 1           | 3           | 3           | 3           | 3           | 2           | 5           | 1           | 9           | 2           | 3           | 4           | 34          | - AUT: Oro - CAN: Oro - FRA: Platino - GER: Platino - SWI: Oro - UK: Oro |
| "—" indica una pubblicazione che non si è classificata o che non è stata pubblicata in quel Paese. |                                                                                 |             |             |             |             |             |             |             |             |             |             |             |             |             | |

### Album dal vivo
| Anno                                                                                               | Titolo                                                                       | Classifiche | Classifiche | Classifiche | Classifiche | Classifiche | Classifiche | Classifiche | Classifiche | Classifiche | Classifiche | Classifiche | Classifiche | Classifiche | Certificazioni |
| Anno                                                                                               | Titolo                                                                       | UK          | AUS         | AUT         | CAN         | FRA         | GER         | ITA         | NLD         | NOR         | NZ          | SWE         | SWI         | US          | Certificazioni |
| -------------------------------------------------------------------------------------------------- | ---------------------------------------------------------------------------- | ----------- | ----------- | ----------- | ----------- | ----------- | ----------- | ----------- | ----------- | ----------- | ----------- | ----------- | ----------- | ----------- | --- |
| 1990                                                                                               | Serious Hits... Live! - Pubblicazione: 5 novembre 1990 - Etichetta: Atlantic | 2           | 5           | 2           | 5           | 2           | 1           | 3           | 1           | 9           | 2           | 16          | 2           | 11          | - AUS: 3× Platino - AUT: Platino - CAN: 2× Platino - FRA: Diamante - GER: 3× Platino - NLD: Platino - SWI: 3× Platino - UK: 4× Platino - US: 4× Platino |
| "—" indica una pubblicazione che non si è classificata o che non è stata pubblicata in quel Paese. |                                                                              |             |             |             |             |             |             |             |             |             |             |             |             |             | |

### Raccolte
| Anno                                                                                               | Titolo                                                                                            | Classifiche | Classifiche | Classifiche | Classifiche | Classifiche | Classifiche | Classifiche | Classifiche | Classifiche | Classifiche | Classifiche | Classifiche | Classifiche | Certificazioni |
| Anno                                                                                               | Titolo                                                                                            | UK          | AUS         | AUT         | CAN         | FRA         | GER         | ITA         | NLD         | NOR         | NZ          | SWE         | SWI         | US          | Certificazioni |
| -------------------------------------------------------------------------------------------------- | ------------------------------------------------------------------------------------------------- | ----------- | ----------- | ----------- | ----------- | ----------- | ----------- | ----------- | ----------- | ----------- | ----------- | ----------- | ----------- | ----------- | --- |
| 1998                                                                                               | ...Hits - Pubblicazione: 6 ottobre 1998 - Etichetta: Atlantic                                     | 1           | 2           | 2           | 1           | 2           | 2           | 5           | 1           | 2           | 1           | 1           | 2           | 6           | - AUS: 6× Platino - AUT: Platino - CAN: 4× Platino - FRA: 2× Platino - GER: 3× Oro - ITA: Oro - NLD: Platino - SWI: Platino - UK: 6× Platino - US: 3× Platino |
| 2004                                                                                               | Love Songs: A Compilation... Old and New - Pubblicazione: 28 settembre 2004 - Etichetta: Atlantic | 7           | 37          | 4           | 9           | 1           | 8           | 9           | 6           | 13          | —           | 7           | 2           | 51          | - AUT: Oro - CAN: Platino - FRA: 2× Oro - GER: 3× Oro - NLD: Oro - SWI: Platino - UK: 2× Platino - US: Oro                                                    |
| 2016                                                                                               | The Singles - Pubblicazione: 14 ottobre 2016 - Etichetta: Atlantic/WEA                            | 2           | —           | 43          | 59          | 15          | 5           | 23          | 18          | —           | —           | —           | 17          | 44          | - UK: 2× Platino |
| "—" indica una pubblicazione che non si è classificata o che non è stata pubblicata in quel Paese. |                                                                                                   |             |             |             |             |             |             |             |             |             |             |             |             |             | |

### Box set
| Anno                                                                                               | Titolo                                                                                           | Classifiche | Classifiche | Classifiche | Classifiche | Classifiche | Classifiche | Classifiche | Classifiche | Certificazioni |
| Anno                                                                                               | Titolo                                                                                           | UK          | AUT         | CAN         | GER         | ITA         | NLD         | SWI         | US          | Certificazioni |
| -------------------------------------------------------------------------------------------------- | ------------------------------------------------------------------------------------------------ | ----------- | ----------- | ----------- | ----------- | ----------- | ----------- | ----------- | ----------- | -------------- |
| 2004                                                                                               | The Platinum Collection - Pubblicazione: 31 maggio 2004 - Etichetta: Virgin                      | 4           | —           | —           | —           | —           | —           | —           | —           | - UK: Platino  |
| 2016                                                                                               | Take a Look at Me Now: The Collection - Pubblicazione: 29 gennaio 2016 - Etichetta: Atlantic/WEA | 50          | 65          | —           | 9           | 87          | 23          | 95          | —           |                |
| 2018                                                                                               | Plays Well with Others - Pubblicazione: 28 settembre 2018 - Etichetta: Atlantic/WEA              | —           | —           | —           | 17          | 90          | —           | 47          | —           |                |
| "—" indica una pubblicazione che non si è classificata o che non è stata pubblicata in quel Paese. |                                                                                                  |             |             |             |             |             |             |             |             |                |

### Album di remix
| Anno | Titolo                                                        |
| ---- | ------------------------------------------------------------- |
| 1987 | 12"ers - Pubblicazione: 14 ottobre 1987 - Etichetta: Atlantic |

### Colonne sonore
| Anno                                                                                               | Titolo                                                                        | Classifiche | Classifiche | Classifiche | Classifiche | Classifiche | Classifiche | Classifiche | Classifiche | Classifiche | Classifiche | Classifiche | Classifiche | Certificazioni                                                                     |
| Anno                                                                                               | Titolo                                                                        | UK          | AUS         | AUT         | CAN         | FRA         | GER         | ITA         | NLD         | NOR         | NZ          | SWI         | US          | Certificazioni                                                                     |
| -------------------------------------------------------------------------------------------------- | ----------------------------------------------------------------------------- | ----------- | ----------- | ----------- | ----------- | ----------- | ----------- | ----------- | ----------- | ----------- | ----------- | ----------- | ----------- | ---------------------------------------------------------------------------------- |
| 1988                                                                                               | Buster - Pubblicazione: 1º settembre 1988 - Etichetta: Atlantic               | 6           | 35          | 11          | 67          | —           | 4           | 7           | —           | —           | —           | 6           | 54          | - GER: Oro - SWI: Oro - UK: 3× Platino - US: Oro                                   |
| 1999                                                                                               | Tarzan - Pubblicazione: 18 maggio 1999 - Etichetta: Walt Disney               | 21          | 40          | 9           | 14          | 9           | 6           | 20          | 51          | 32          | 34          | 11          | 5           | - AUT: Oro - CAN: 2× Platino - FRA: Oro - GER: Oro - SWI: Platino - US: 2× Platino |
| 2003                                                                                               | Koda, fratello orso - Pubblicazione: 21 ottobre 2003 - Etichetta: Walt Disney | —           | —           | 7           | —           | 63          | 24          | —           | 38          | —           | —           | 50          | 52          |                                                                                    |
| "—" indica una pubblicazione che non si è classificata o che non è stata pubblicata in quel Paese. |                                                                               |             |             |             |             |             |             |             |             |             |             |             |             |                                                                                    |

## Singoli
| Anno                                                                                               | Singolo                                  | Classifiche | Classifiche | Classifiche | Classifiche | Classifiche | Classifiche | Classifiche | Classifiche | Classifiche | Classifiche | Classifiche | Classifiche | Classifiche | Classifiche | Classifiche | Classifiche    | Classifiche   | Certificazioni                                                      | Album di provenienza        |
| Anno                                                                                               | Singolo                                  | UK          | AUS         | AUT         | BEL         | CAN         | FRA         | GER         | IRL         | ITA         | NLD         | NOR         | NZ          | SWE         | SWI         | US          | US Adult Cont. | US Main. Rock | Certificazioni                                                      | Album di provenienza        |
| -------------------------------------------------------------------------------------------------- | ---------------------------------------- | ----------- | ----------- | ----------- | ----------- | ----------- | ----------- | ----------- | ----------- | ----------- | ----------- | ----------- | ----------- | ----------- | ----------- | ----------- | -------------- | ------------- | ------------------------------------------------------------------- | --------------------------- |
| 1981                                                                                               | In the Air Tonight                       | 2           | 3           | 1           | 3           | 2           | 1           | 1           | 2           | 3           | 2           | 4           | 1           | 1           | 1           | 19          | —              | 2             | - GER: Oro - ITA: Platino - UK: 2× Platino - US: 3× Platino         | Face Value                  |
| 1981                                                                                               | I Missed Again                           | 14          | —           | —           | 30          | 6           | —           | 23          | 12          | —           | 28          | —           | 35          | —           | —           | 19          | —              | 8             |                                                                     | Face Value                  |
| 1981                                                                                               | If Leaving Me Is Easy                    | 17          | —           | —           | —           | —           | —           | 61          | 25          | —           | —           | —           | —           | —           | —           | —           | —              | —             |                                                                     | Face Value                  |
| 1982                                                                                               | Thru These Walls                         | 56          | —           | —           | —           | —           | 15          | —           | 27          | 17          | 48          | —           | —           | —           | —           | —           | —              | 34            |                                                                     | Hello, I Must Be Going!     |
| 1982                                                                                               | You Can't Hurry Love                     | 1           | 3           | 3           | 1           | 9           | 3           | 3           | 1           | 24          | 1           | —           | 9           | 6           | 3           | 10          | 9              | 24            | - ITA: Oro - NLD: Oro - UK: Platino                                 | Hello, I Must Be Going!     |
| 1983                                                                                               | I Don't Care Anymore                     | —           | —           | —           | —           | —           | —           | —           | —           | —           | —           | —           | —           | —           | —           | 39          | —              | 3             |                                                                     | Hello, I Must Be Going!     |
| 1983                                                                                               | Don't Let Him Steal Your Heart Away      | 45          | —           | —           | —           | —           | —           | —           | 18          | —           | —           | —           | —           | —           | —           | —           | 5              | —             |                                                                     | Hello, I Must Be Going!     |
| 1983                                                                                               | Why Can't It Wait 'Til Morning           | 89          | —           | —           | —           | —           | —           | —           | —           | —           | —           | —           | —           | —           | —           | —           | —              | —             |                                                                     | Hello, I Must Be Going!     |
| 1983                                                                                               | I Cannot Believe It's True               | —           | —           | —           | —           | —           | —           | —           | —           | —           | —           | —           | —           | —           | —           | 79          | —              | —             |                                                                     | Hello, I Must Be Going!     |
| 1984                                                                                               | Against All Odds (Take a Look at Me Now) | 2           | 3           | 13          | 4           | 1           | 3           | 9           | 1           | 3           | 12          | 1           | 3           | 3           | 4           | 1           | 2              | 1             | - UK: Platino - US: Oro                                             | Against All Odds soundtrack |
| 1984                                                                                               | Easy Lover (con Philip Bailey)           | 1           | —           | 21          | 4           | 1           | 14          | 5           | 1           | 18          | 2           | —           | 2           | 10          | 8           | 2           | 15             | 5             | - CAN: Oro - UK: Oro - US: Oro                                      | Chinese Wall                |
| 1985                                                                                               | Sussudio                                 | 12          | 8           | —           | 6           | 10          | —           | 17          | 14          | 11          | 12          | 6           | 27          | 13          | 9           | 1           | 30             | 10            | - UK: Argento - US: Oro                                             | No Jacket Required          |
| 1985                                                                                               | One More Night                           | 4           | 2           | 6           | 9           | 1           | 24          | 10          | 4           | 18          | 8           | —           | 5           | —           | 6           | 1           | 1              | 4             | - UK: Argento - US: Oro                                             | No Jacket Required          |
| 1985                                                                                               | Don't Lose My Number                     | —           | 10          | —           | 22          | 11          | 75          | —           | —           | —           | 44          | —           | 22          | —           | —           | 4           | 25             | 33            |                                                                     | No Jacket Required          |
| 1985                                                                                               | Take Me Home                             | 19          | 64          | —           | —           | 23          | —           | —           | 13          | —           | —           | —           | —           | —           | —           | 7           | 2              | 12            |                                                                     | No Jacket Required          |
| 1985                                                                                               | Separate Lives (con Marilyn Martin)      | 4           | 14          | —           | 25          | 1           | 44          | 50          | 1           | 26          | 43          | 7           | 29          | —           | —           | 1           | 1              | —             | - UK: Argento                                                       | White Nights soundtrack     |
| 1988                                                                                               | In the Air Tonight (Remix)               | 4           | 47          | 4           | —           | —           | 20          | 3           | 6           | 20          | 17          | —           | 47          | —           | 2           | —           | —              | —             |                                                                     | Face Value                  |
| 1988                                                                                               | A Groovy Kind of Love                    | 1           | 2           | 6           | 1           | 1           | 15          | 3           | 1           | 1           | 2           | 2           | 3           | 5           | 1           | 1           | 1              | —             | - GER: Oro - SWI: Oro - UK: Argento - US: Oro                       | Buster soundtrack           |
| 1988                                                                                               | Two Hearts                               | 6           | 13          | 14          | 3           | 1           | 24          | 3           | 3           | 22          | 6           | 6           | 21          | —           | 4           | 1           | 1              | —             | - UK: Argento                                                       | Buster soundtrack           |
| 1989                                                                                               | Another Day in Paradise                  | 2           | 11          | 2           | 1           | 1           | 8           | 1           | 2           | 1           | 1           | 1           | 5           | 1           | 1           | 1           | 1              | 7             | - AUS: Oro - FRA: Argento - GER: Oro - ITA: Oro - UK: Oro - US: Oro | ...But Seriously            |
| 1990                                                                                               | I Wish It Would Rain Down                | 7           | 15          | 26          | 3           | 1           | 11          | 8           | 4           | —           | 4           | —           | 27          | 7           | 8           | 3           | 3              | 5             |                                                                     | ...But Seriously            |
| 1990                                                                                               | Something Happened on the Way to Heaven  | 15          | 58          | —           | 8           | 1           | 35          | 26          | 8           | 20          | 9           | —           | —           | —           | 26          | 4           | 2              | 34            |                                                                     | ...But Seriously            |
| 1990                                                                                               | That's Just the Way It Is                | 26          | —           | —           | 19          | —           | 77          | 51          | 5           | —           | 13          | —           | —           | —           | 29          | —           | —              | —             |                                                                     | ...But Seriously            |
| 1990                                                                                               | Hang in Long Enough                      | 34          | —           | —           | —           | 9           | —           | —           | 27          | —           | —           | —           | —           | —           | —           | 23          | 38             | —             |                                                                     | ...But Seriously            |
| 1990                                                                                               | Do You Remember?                         | 57          | —           | —           | 22          | 1           | 22          | 46          | 25          | —           | 20          | —           | —           | —           | —           | 4           | 1              | 49            |                                                                     | Serious Hits... Live!       |
| 1991                                                                                               | Who Said I Would                         | —           | —           | —           | —           | 34          | —           | —           | —           | —           | —           | —           | —           | —           | —           | 73          | —              | —             |                                                                     | Serious Hits... Live!       |
| 1993                                                                                               | Both Sides of the Story                  | 7           | 41          | 22          | 7           | 2           | 30          | 12          | 21          | 3           | 8           | —           | —           | 31          | 11          | 25          | 10             | 24            |                                                                     | Both Sides                  |
| 1994                                                                                               | Everyday                                 | 15          | 66          | —           | 26          | 8           | 44          | 35          | 26          | 14          | 28          | —           | —           | —           | —           | 24          | 2              | —             |                                                                     | Both Sides                  |
| 1994                                                                                               | We Wait and We Wonder                    | 45          | —           | —           | 38          | 43          | —           | 52          | —           | —           | 36          | —           | —           | —           | —           | —           | —              | —             |                                                                     | Both Sides                  |
| 1996                                                                                               | Dance into the Light                     | 9           | 36          | 31          | 50          | 7           | 48          | 42          | —           | 22          | 14          | —           | —           | —           | 26          | 45          | 6              | —             |                                                                     | Dance into the Light        |
| 1996                                                                                               | It's in Your Eyes                        | 30          | 74          | —           | —           | 14          | —           | —           | —           | —           | —           | —           | —           | —           | —           | 77          | 8              | —             |                                                                     | Dance into the Light        |
| 1997                                                                                               | No Matter Who                            | —           | —           | —           | —           | —           | —           | 69          | —           | —           | —           | —           | —           | —           | —           | —           | —              | —             |                                                                     | Dance into the Light        |
| 1997                                                                                               | Wear My Hat                              | 43          | —           | —           | —           | —           | 75          | 81          | —           | —           | 90          | —           | —           | —           | —           | —           | —              | —             |                                                                     | Dance into the Light        |
| 1997                                                                                               | The Same Moon                            | —           | —           | —           | —           | —           | —           | 87          | —           | —           | —           | —           | —           | —           | —           | —           | —              | —             |                                                                     | Dance into the Light        |
| 1998                                                                                               | True Colors                              | 26          | —           | 20          | 56          | 70          | 33          | 35          | —           | —           | 73          | —           | —           | —           | —           | 66          | 2              | —             |                                                                     | Hits                        |
| 1999                                                                                               | You'll Be in My Heart                    | 17          | 43          | 30          | 34          | 16          | —           | 20          | —           | —           | 35          | —           | 13          | —           | 24          | 21          | 1              | —             | - UK: Platino - US: 3× Platino                                      | Tarzan soundtrack           |
| 1999                                                                                               | Strangers Like Me                        | —           | —           | 28          | —           | —           | 52          | 29          | —           | —           | 75          | —           | —           | —           | 22          | —           | 10             | —             | - US: Platino                                                       | Tarzan soundtrack           |
| 2000                                                                                               | Son of Man                               | —           | —           | —           | —           | —           | 96          | 68          | —           | —           | —           | —           | —           | —           | —           | —           | —              | —             | - US: Oro                                                           | Tarzan soundtrack           |
| 2000                                                                                               | Two Worlds                               | —           | —           | —           | —           | —           | —           | 43          | —           | —           | —           | —           | —           | —           | 91          | —           | —              | —             | - US: Oro                                                           | Tarzan soundtrack           |
| 2002                                                                                               | Can't Stop Loving You                    | 28          | —           | 23          | 16          | —           | 3           | 11          | 39          | 20          | 3           | —           | 48          | 20          | 23          | 76          | 1              | —             | - FRA: Oro                                                          | Testify                     |
| 2003                                                                                               | Come with Me                             | —           | —           | —           | —           | —           | —           | —           | —           | —           | —           | —           | —           | —           | —           | —           | 16             | —             |                                                                     | Testify                     |
| 2003                                                                                               | The Least You Can Do/Wake Up Call        | 86          | —           | —           | 62          | —           | 75          | 87          | —           | —           | 78          | —           | —           | —           | —           | —           | —              | —             |                                                                     | Testify                     |
| 2003                                                                                               | Look Through My Eyes                     | 61          | —           | —           | 62          | —           | —           | 51          | —           | 37          | 18          | —           | —           | —           | 31          | —           | 5              | —             |                                                                     | Brother Bear soundtrack     |
| 2004                                                                                               | No Way Out                               | —           | —           | —           | —           | —           | —           | 74          | —           | —           | —           | —           | —           | —           | —           | —           | —              | —             |                                                                     | Brother Bear soundtrack     |
| 2010                                                                                               | (Love Is Like A) Heatwave                | —           | —           | 52          | 66          | —           | —           | 30          | —           | —           | 82          | —           | —           | —           | —           | —           | 28             | —             |                                                                     | Going Back                  |
| 2010                                                                                               | Going Back                               | —           | —           | 45          | —           | —           | —           | 49          | —           | —           | —           | —           | —           | —           | 50          | —           | 19             | —             |                                                                     | Going Back                  |
| "—" indica una pubblicazione che non si è classificata o che non è stata pubblicata in quel Paese. |                                          |             |             |             |             |             |             |             |             |             |             |             |             |             |             |             |                |               |                                                                     |                             |

## Videografia

### Album video
| Anno | Titolo                                         | Certificazioni                                                                      | Note |
| ---- | ---------------------------------------------- | ----------------------------------------------------------------------------------- | --- |
| 1983 | Live at Perkins Palace                         |                                                                                     | - Concerto registrato durante il tour di Hello, I Must Be Going!                                                                                      |
| 1983 | Video EP                                       |                                                                                     | - Raccolta contenente quattro video |
| 1985 | No Ticket Required                             |                                                                                     | - Concerto registrato durante il tour di No Jacket Required                                                                                           |
| 1985 | No Jacket Required EP                          | - US: Platino                                                                       | - Raccolta contenente i cinque video estratti da No Jacket Required                                                                                   |
| 1989 | The Singles Collection                         | - US: Platino                                                                       | - Raccolta contenente quattordici video |
| 1990 | Seriously Live in Berlin                       | - GER: Oro - US: Platino                                                            | - Concerto registrato durante il tour di ...But Seriously                                                                                             |
| 1992 | ...But Seriously, the Videos                   |                                                                                     | - Raccolta contenente tutti i video estratti da ...But Seriously                                                                                      |
| 1994 | A Closer Look - Both Sides Tour '94            | - CAN: Oro - US: Oro                                                                | - Documentario relativo al tour di Both Sides |
| 1997 | Live and Loose in Paris                        | - AUS: 2× Platino - NLD: Oro                                                        | - Concerto registrato durante il tour di Dance into the Light                                                                                         |
| 1999 | Classic Albums: Phil Collins - Face Value      |                                                                                     | - Documentario incentrato sulla realizzazione di Face Value                                                                                           |
| 2002 | A Life Less Ordinary                           |                                                                                     | - Documentario biografico sulla carriera di Phil Collins                                                                                              |
| 2003 | Serious Hits... Live!                          | - AUS: Oro - GER: Platino - NLD: Oro                                                | - Riedizione in formato DVD del concerto Seriously Live in Berlin                                                                                     |
| 2004 | Finally... The First Farewell Tour             | - AUS: Platino - CAN: 3× Platino - GER: 11× Oro - NLD: Oro - SWI: Oro - UK: Platino | - Concerto registrato dal vivo a Parigi nel giugno 2004 (oltre all'esibizione sono presenti tutti i video musicali delle canzoni eseguite)            |
| 2007 | The Long Goodnight - A Film About Phil Collins |                                                                                     | - Documentario sul First Final Farewell Tour |
| 2010 | Going Back - Live at Roseland Ballroom, NYC    | - CAN: Oro                                                                          | - Concerto registrato durante il tour di Going Back                                                                                                   |
| 2012 | Live at Montreux 2004                          |                                                                                     | - Contiene il concerto registrato al Montreux Jazz Festival nel 2004 (come extra è presente l'esibizione tenuta dalla Phil Collins Big Band nel 1996) |

### Video musicali
| Anno | Titolo                                   | Regista           |
| ---- | ---------------------------------------- | ----------------- |
| 1981 | In the Air Tonight                       | Stuart Orme       |
| 1981 | I Missed Again                           | Stuart Orme       |
| 1982 | Thru These Walls                         | Stuart Orme       |
| 1982 | You Can't Hurry Love                     | Stuart Orme       |
| 1983 | I Don't Care Anymore                     | Stuart Orme       |
| 1983 | Don't Let Him Steal Your Heart Away      | Stuart Orme       |
| 1984 | Against All Odds (Take a Look at Me Now) | Taylor Hackford   |
| 1984 | Easy Lover                               | Jim Yukich        |
| 1985 | Sussudio                                 | Jim Yukich        |
| 1985 | One More Night                           | Jim Yukich        |
| 1985 | Don't Lose My Number                     | Jim Yukich        |
| 1985 | Take Me Home                             | Jim Yukich        |
| 1985 | Separate Lives                           | Jim Yukich        |
| 1988 | A Groovy Kind of Love                    | Jim Yukich        |
| 1988 | Two Hearts                               | Jim Yukich        |
| 1989 | Another Day in Paradise                  | Jim Yukich        |
| 1990 | I Wish It Would Rain Down                | Jim Yukich        |
| 1990 | Do You Remember?                         | Jim Yukich        |
| 1990 | Something Happened on the Way to Heaven  | Jim Yukich        |
| 1990 | That's Just the Way It Is                | Jim Yukich        |
| 1990 | Hang in Long Enough                      | Jim Yukich        |
| 1990 | Father to Son                            | Jim Yukich        |
| 1990 | All of My Life                           | Jim Yukich        |
| 1991 | Who Said I Would (Live)                  | Jim Yukich        |
| 1993 | Both Sides of the Story                  | Jim Yukich        |
| 1993 | Everyday                                 | Jim Yukich        |
| 1994 | We Wait and We Wonder                    | Jim Yukich        |
| 1994 | Can't Turn Back the Years                | Jim Yukich        |
| 1996 | Dance into the Light                     | Kevin Godley      |
| 1997 | No Matter Who                            | Jim Yukich        |
| 1997 | It's in Your Eyes                        | Jim Yukich        |
| 1997 | Wear My Hat                              | Jim Yukich        |
| 1998 | True Colours                             | Michael Geoghegan |
| 1999 | Strangers Like Me                        | Dani Jacobs       |
| 1999 | You'll Be in My Heart                    | Kevin Godley      |
| 2002 | Can't Stop Loving You                    | Cameron Casey     |
| 2003 | Wake Up Call                             | Jim Yukich        |
| 2003 | Look Through My Eyes                     | Jim Yukich        |
| 2004 | No Way Out                               | Norman Watson     |
| 2010 | (Love Is Like A) Heatwave                | Brett Sullivan    |
| 2010 | Going Back                               | Brett Sullivan    |
| 2010 | Girl (Why You Wanna Make Me Blue)        | Brett Sullivan    |

## Con i Genesis

### Altre collaborazioni
| Anno | Album                                                          | Artista                   |
| ---- | -------------------------------------------------------------- | ------------------------- |
| 1969 | ARK 2                                                          | Flaming Youth             |
| 1970 | All Things Must Pass                                           | George Harrison           |
| 1973 | Two Sides of Peter Banks                                       | Peter Banks               |
| 1974 | Taking Tiger Mountain (By Strategy)                            | Brian Eno                 |
| 1975 | Voyage of the Acolyte                                          | Steve Hackett             |
| 1975 | Another Green World                                            | Brian Eno                 |
| 1975 | Counterpoints                                                  | Argent                    |
| 1975 | Helen of Troy                                                  | John Cale                 |
| 1975 | Teaser                                                         | Tommy Bolin               |
| 1976 | Unorthodox Behaviour                                           | Brand X                   |
| 1976 | Johnny the Fox                                                 | Thin Lizzy                |
| 1977 | The Geese and the Ghost                                        | Anthony Phillips          |
| 1977 | Moroccan Roll                                                  | Brand X                   |
| 1977 | Before and After Science                                       | Brian Eno                 |
| 1978 | Music for Films                                                | Brian Eno                 |
| 1979 | Product                                                        | Brand X                   |
| 1980 | Do They Hurt?                                                  | Brand X                   |
| 1980 | Peter Gabriel III                                              | Peter Gabriel             |
| 1980 | Grace and Danger                                               | John Martyn               |
| 1980 | QE2                                                            | Mike Oldfield             |
| 1981 | Glorious Fool                                                  | John Martyn               |
| 1982 | Pictures at Eleven                                             | Robert Plant              |
| 1982 | Something's Going On                                           | Frida                     |
| 1983 | The Principle of Moments                                       | Robert Plant              |
| 1983 | Strip                                                          | Adam Ant                  |
| 1984 | Do They Know It's Christmas?                                   | Band Aid                  |
| 1985 | Behind the Sun                                                 | Eric Clapton              |
| 1986 | Destiny                                                        | Chaka Khan                |
| 1986 | Press to Play                                                  | Paul McCartney            |
| 1986 | Break Every Rule                                               | Tina Turner               |
| 1986 | One to One                                                     | Howard Jones              |
| 1986 | August                                                         | Eric Clapton              |
| 1989 | The Seeds of Love                                              | Tears for Fears           |
| 1989 | Journeyman                                                     | Eric Clapton              |
| 1991 | Two Rooms: Celebrating the Songs of Elton John & Bernie Taupin | AA.VV.                    |
| 1993 | Thousand Roads                                                 | David Crosby              |
| 1995 | Q's Jook Joint                                                 | Quincy Jones              |
| 1995 | Tonin'                                                         | The Manhattan Transfer    |
| 1995 | Elixir                                                         | Fourplay                  |
| 1998 | In My Life                                                     | George Martin             |
| 1999 | A Hot Night in Paris                                           | The Phil Collins Big Band |
| 2002 | Thug World Order                                               | Bone Thugs-n-Harmony      |
| 2008 | U-Catastrophe                                                  | Simon Collins             |